# Todiramphus leucopygius
Todiramphus leucopygius là một loài chim trong họ Alcedinidae.